# Lichenodiplis opegraphae
Lichenodiplis opegraphae is een korstmosparasiet die behoort tot de orde Lichenoconiales. Het groeit op het thallus en de apothecia van de korstmossen Opegrapha en Alyxoria.

## Kenmerken
De conidiomata zijn ingezonken in het thallus of lirellae en hebben de diameter 40 tot 60 µm. Hij begint bolvormig maar wordt zeer onregelmatig van vorm. De conidiogene cellen meten 4-7 (-9) × 1,5-2,5 µm. Conidia zijn ellipsvormig tot schriftvormig, olijfachtig bruin, gesepteerd, gladwandig en meten 3,5-5 × 1,5-2 µm.

## Verspreiding
In Nederland komt het zeer zeldzaam voor.